# 2010年冬季奥林匹克运动会越野滑雪比赛
2010年冬季奧林匹克運動會的越野滑雪比賽由2月15日至28日在威士拿奥林匹克公园舉行，共會頒發12枚金牌。

## 参赛资格
- 最多共有310名运动员参加比赛，其中每个奥委会不超过20人（同一性别最多12人），同一奥委会每个单项个人赛中不超过4人，而接力赛则不可以超过1队。
- FIS积分不超过100分的运动员达到A标，若不超过120分，则只可参加竞速赛。
- 若一个奥委会没有运动员达到A标，则他们可以派1男1女参赛，但只能参加小回转和大回转赛事，若只有1名男运动员或1名女运动员达标，则可以派1名另一性别运动员参赛，但他／她必须
  - 参加2009越野滑雪世界杯
  - 至多300分
- 东道主加拿大在所有项目中都至少拥有1个名额
- 所有满足B标的奥委会都会获得1男1女2个基本名额
- 至少有一名达到A标的运动员的奥委会将获得一个额外名额
- 世界排名前300的运动员所在的奥委会将获得1个额外名额。
- 世界排名前30的运动员所在的奥委会将获得最多4个额外名额。
- 剩余名额将依据世界排名由高到低进行分配，若一个奥委会参赛名额已达上限，则由后面的运动员递补。[1]

## 各國獎牌榜
| 排名 | 国家／地区        | 金牌 | 银牌 | 铜牌 | 總數 |
| ---- | ----------------- | ---- | ---- | ---- | ---- |
| 1    | 挪威（NOR）       | 5    | 2    | 2    | 9    |
| 2    | 瑞典（SWE）       | 3    | 2    | 2    | 7    |
| 3    | 德国（GER）       | 1    | 4    | 0    | 5    |
| 4    | 俄罗斯（RUS）     | 1    | 1    | 2    | 4    |
| 5    | 波兰（POL）       | 1    | 1    | 1    | 3    |
| 6    | 瑞士（SUI）       | 1    | 0    | 0    | 1    |
| 7    | 爱沙尼亚（EST）   | 0    | 1    | 0    | 1    |
| 7    | 意大利（ITA）     | 0    | 1    | 0    | 1    |
| 9    | 捷克（CZE）       | 0    | 0    | 2    | 2    |
| 9    | 芬兰（FIN）       | 0    | 0    | 2    | 2    |
| 11   | 斯洛文尼亚（SLO） | 0    | 0    | 1    | 1    |

## 各項成績

### 男子
| 項目                                          | 金牌                                                                          | 金牌      | 银牌                                                                                   | 银牌      | 铜牌                                                                  | 铜牌      |
| 30公里追逐賽（詳細）                          | 马库斯·赫尔纳 · 瑞典（SWE）                                                   | 1:15:11.4 | 安格雷尔 · 德国（GER）                                                                 | 1:15:13.5 | 约翰·奥尔松 · 瑞典（SWE）                                             | 1:15:14.2 |
| 15公里自由式（詳細）                          | 达廖·科洛尼亚（瑞士）                                                         | 33分36秒3 | 彼得罗·皮莱尔·科特雷尔（意大利）                                                       | 34分0秒9  | 卢卡什·鲍尔（捷克）                                                   | 34分12秒  |
| 50公里古典式混合出发（詳細）                  | 彼得·诺蒂格 · 挪威（NOR）                                                     | 2:05:35.5 | Axel Teichmann · 德国（GER）                                                           | 2:05:35.8 | 约翰·奥尔松 · 瑞典（SWE）                                             | 2:05:36.5 |
| 自由式竞速接力（詳細）                        | 挪威（NOR） · 厄于斯泰因·彼得森 · 彼得·诺蒂格                                 | 19:01.0   | 德国（GER） · 蒂姆 · 阿克塞尔                                                          | 19:02.3   | 俄罗斯（RUS） · 尼高雷·摩利洛夫 · 亞歷山塞·佩度高夫                   | 19:02.5   |
| 4X10公里混合式接力（2自由式+2古典式）（詳細） | 瑞典（SWE） · 丹尼尔·里卡德松 · 约翰·奥尔松 · 安德斯·瑟德格伦 · 马库斯·赫尔纳 | 1:45:05.4 | 挪威（NOR） · 马丁·约翰斯鲁德·松德比 · Odd-Bjørn Hjelmeset · Lars Berger · 彼得·诺蒂格 | 1:45:21.3 | 捷克（CZE） · 马丁·亚克什 · 卢卡什·鲍尔 · 伊日·马加尔 · 马尔廷·考卡尔 | 1:45:21.9 |
| 古典式越野竞速（詳細）                        | Nikita Kriukov · 俄罗斯（RUS）                                                | 3:36.3    | Alexander Panzhinskiy · 俄罗斯（RUS）                                                  | 3:36.3    | 彼得·诺蒂格 · 挪威（NOR）                                             | 3:45.5    |

### 女子
| 項目                                         | 金牌                                                                                         | 金牌      | 银牌                                                                                  | 银牌      | 铜牌                                                                                | 铜牌      |
| 7.5公里古典式+7.5公里自由式追逐赛（詳細）    | 玛丽特·比约根 · 挪威（NOR）                                                                  | 39:58.1   | 安娜·哈格 · 瑞典（SWE）                                                               | 40:07.0   | 尤斯蒂娜·科瓦尔奇克 · 波兰（POL）                                                   | 40.07.4   |
| 10公里自由式（詳細）                         | 夏洛特·卡拉（瑞典）                                                                          | 24分58秒4 | 克里斯季娜·什米贡-韦希（爱沙尼亚）                                                    | 25分05秒  | 玛丽特·比约根（挪威）                                                               | 25分14秒3 |
| 30公里古典式混合出发（詳細）                 | 尤斯蒂娜·科瓦尔奇克 · 波兰（POL）                                                            | 1:30:33.7 | 玛丽特·比约根 · 挪威（NOR）                                                           | 1:30:34.0 | 爱诺-凯萨·萨里宁 · 芬兰（FIN）                                                      | 1:31:38.7 |
| 自由式竞速接力（詳細）                       | 德国（GER） · 埃维·扎亨巴赫-施特勒 · 克劳迪娅·尼斯塔                                         | 18:03.7   | 瑞典（SWE） · 夏洛特·卡拉 · 安娜·哈格                                                 | 18:04.2   | 俄罗斯（RUS） · 伊琳娜 · 纳塔利娅                                                   | 18:07.7   |
| 4X5公里混合式接力（2自由式+2古典式）（詳細） | 挪威（NOR） · 薇貝克·斯科芙特魯德 · 特蕾丝·约海于格 · 克丽丝廷·斯特默·斯泰拉 · 玛丽特·比约根 | 55:19.5   | 德国（GER） · Katrin Zeller · 埃维·扎亨巴赫-施特勒 · Miriam Gössner · 克劳迪娅·尼斯塔 | 55:44.1   | 芬兰（FIN） · 皮尔约·穆拉宁 · 维尔皮·萨拉斯沃 · 丽塔-莉萨·罗波宁 · 爱诺-凯萨·萨里宁 | 55:49.9   |
| 古典式越野竞速（詳細）                       | 玛丽特·比约根 · 挪威（NOR）                                                                  | 3:39.2    | 尤斯蒂娜·科瓦尔奇克 · 波兰（POL）                                                     | 3:40.3    | 彼得拉·迈迪奇 · 斯洛文尼亚（SLO）                                                   | 3:41.0    |

## 參賽國家
| - 阿尔及利亚（1） - 安道尔（1） - 阿根廷（1） - 亚美尼亚（2） - （3） - 奥地利（1） - 白俄罗斯（7） - 百慕大（1） - 波斯尼亚和黑塞哥维那（2） - 巴西（2） - 保加利亚（3） - 加拿大（13） - 中国（5） - 克罗地亚（2） - 捷克（11） - 丹麦（1） - 爱沙尼亚（14） - 埃塞俄比亚（1） - 芬兰（17） | - 法国（13） - 德国（14） - 英国（3） - 希腊（2） - 匈牙利（2） - 印度（1） - 伊朗（1） - 爱尔兰（1） - 意大利（18） - 日本（6） - （11） - （1） - 拉脱维亚（2） - 立陶宛（4） - 马其顿（2） - 摩尔多瓦（2） - 蒙古（2） - 尼泊尔（1） | - 新西兰（2） - 挪威（19） - 秘鲁（1） - 波兰（6） - 葡萄牙（1） - 罗马尼亚（3） - 俄罗斯（19） - 塞尔维亚（2） - 斯洛伐克（5） - 斯洛文尼亚（5） - 南非（1） - 韩国（2） - 西班牙（4） - 瑞典（15） - 瑞士（12） - 土耳其（2） - 乌克兰（8） - 美国（11） |

## 外部連結
- 本屆奧運越野滑雪比賽時間表（页面存档备份，存于）
- 国际滑雪联合会官方网站（英文）（页面存档备份，存于）
- 2010年冬季奥林匹克运动会官方网站（英文）（页面存档备份，存于）
- 国际奥委会官方网站